# Socialismens förutsättningar och socialdemokratins uppgifter

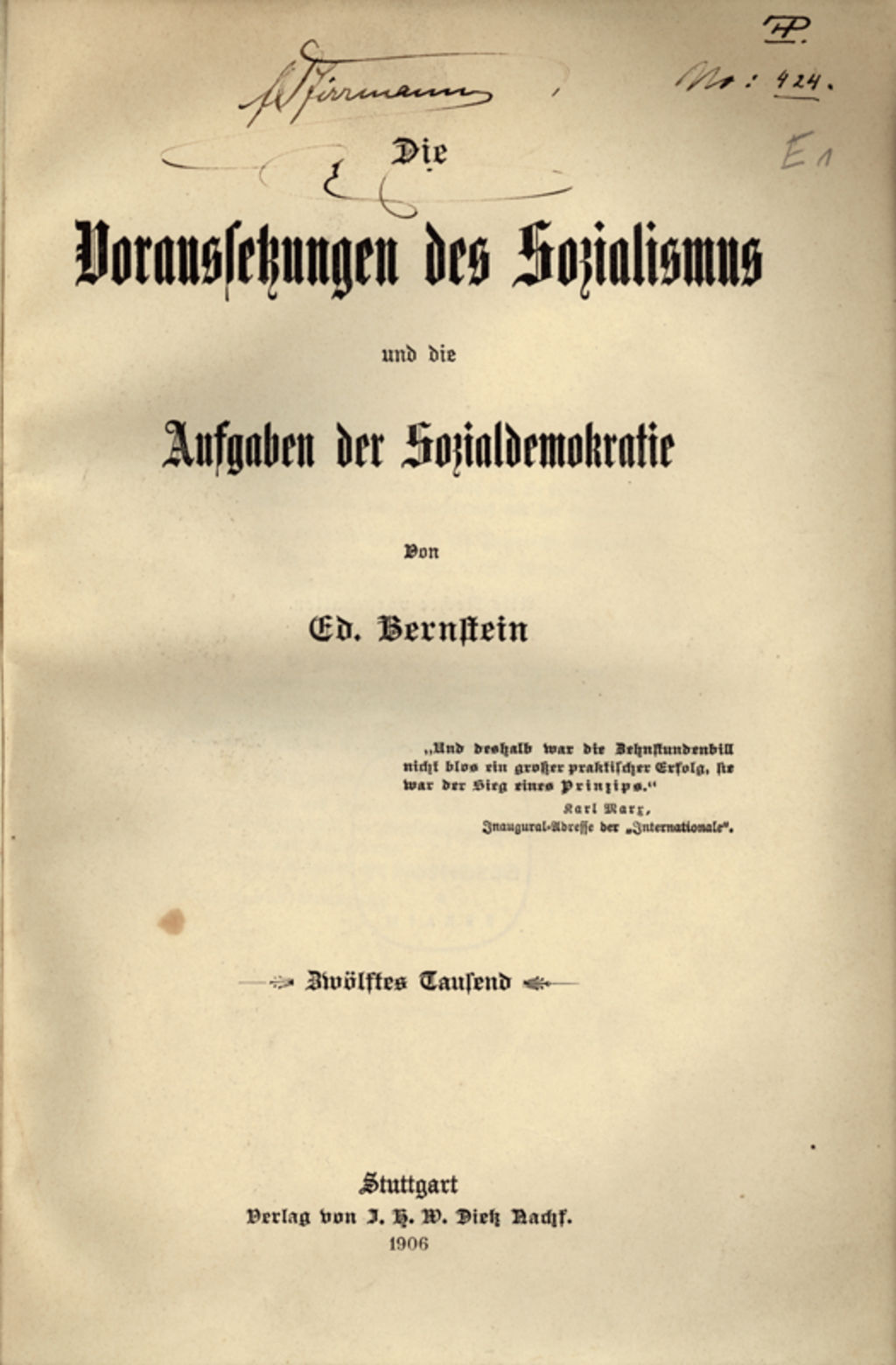
Utgåva från 1906.

Socialismens förutsättningar och socialdemokratins uppgifter (Die Voraussetzungen des Sozialismus und die Aufgaben der Sozialdemokratie) är en politisk idéskrift av Eduard Bernstein, publicerad 1899.
Boken tar upp grundtankarna i den demokratiska (socialdemokratiska) och reformistiska socialismen.